# Lubuk Lungkang
Lubuk Lungkang is een bestuurslaag in het regentschap Lahat van de provincie Zuid-Sumatra, Indonesië. Lubuk Lungkang telt 474 inwoners (volkstelling 2010).